# Barleria mysorensis
Barleria mysorensis là một loài thực vật có hoa trong họ Ô rô. Loài này được B.Heyne ex Roth mô tả khoa học đầu tiên năm 1821.